# Зарожаны (Черновицкая область)
Зарожа́ны (укр. Зарожани) — село в Недобоевской сельской общине Днестровского района Черновицкой области Украины.

## История
Поселение известно с 1672 года.
Бывшее село Хотинского уезда Бессарабской губернии Российской империи, в 1895 году здесь насчитывалось 242 дома, сахарный завод и церковь.
В конце февраля 1918 года селение оккупировали австро-немецкие войска (которые оставались здесь до 11 ноября 1918 года, после чего их сменили румынские войска). 28 июня 1940 года в составе Северной Буковины село было возвращено СССР.
В ходе Великой Отечественной войны 6 июля 1941 года село было оккупировано немецко-румынскими войсками и до 29 марта 1944 находилось в составе Румынии.
В октябре 1995 года Кабинет министров Украины утвердил решение о приватизации находившегося здесь сахарного завода (22 августа 2002 года он был признан банкротом и в 2004 году прекратил существование).
Население по переписи 2001 года составляло 3284 человека.
До 2020 года входило в Хотинский район

## Транспорт
Находится в 27 км от ближайшей ж.д. станции Новоселица Львовской железной дороги.

## Известные уроженцы
- Абазопуло, Владимир Константинович народный артист Украинской ССР.
- Дубковецкий, Фёдор Иванович — дважды Герой Социалистического Труда
- Мельник, Василий Степанович